# Hai fatto bene
Hai fatto bene è un singolo del cantautore italiano Olly e del produttore discografico italiano Jvli, pubblicato il 22 ottobre 2021.

## Descrizione
Il brano, scritto da entrambi gli artisti, è prodotto da Julien Boverod, in arte Jvli.

## Video musicale
Il video musicale, diretto da Matteo Croci, è stato pubblicato il 27 ottobre 2021 attraverso il canale YouTube di Olly.

## Tracce
Testi e musiche di Federico Olivieri e Julien Boverod.
1. Hai fatto bene – 2:44